# SNCF BB 16100 sorozat
Az SNCF BB 16100 sorozat egy francia Bo'Bo' tengelyelrendezésű, 25 kV 50 Hz AC áramrendszerű villamosmozdony-sorozat. A Le Matériel de Traction Électrique (MTE) gyártotta 1958 és 1963 között. 1991 és 1994 között az SNCF átépített 15 db-ot az SNCF BB 16000 sorozatból SNCF BB 16100 sorozattá.

## Átszámozás
- 16101-ből 16004,
- 16102-ből 16017,
- 16103-ból 16046,
- 16104-ből 16040,
- 16105-ből 16014,
- 16106-ból 16009,
- 16107-ből 16048,
- 16108-ból 16026,
- 16109-ből 16023,
- 16110-ből 16035,
- 16111-ből 16016,
- 16112-ből 16010,
- 16113-ból 16030,
- 16114-ből 16062,
- 16115-ből 16060 lett